# Primal Heart
Primal Heart je třetí studiové album novozélandské zpěvačky Kimbry. Vydáno bylo v dubnu roku 2018 společností Warner Bros. Records. První singl z alba („Everybody Knows“) byl zveřejněn 29. září 2017. Na albu se podíleli například John Congleton a Skrillex.

## Seznam skladeb
1. The Good War
2. Top of the World
3. Everybody Knows
4. Like They Do on the TV
5. Recovery
6. Human
7. Lightyears
8. Black Sky
9. Past Love
10. Right Direction
11. Version of Me
12. Real Life